# Tiếng Nuxalk
Tiếng Nuxalk /ˈnuːhɒlk/, còn được gọi là tiếng Bella Coola /ˈbɛlə.ˈkuːlə/, là một ngôn ngữ Salish bị đe dọa được sử dụng bởi người Nuxalk sống ở vùng lân cận thuộc thị trấn Bella Coola, British Columbia. Mặc dù ngôn ngữ này vẫn thường được gọi là Bella Coola bởi các nhà ngôn ngữ học, tên Nuxalk được ưa thích bởi một số người, nổi bật bởi chính phủ Xứ Nuxalk.
Mặc dù số lượng người nói chưa được tăng lên, ngôn ngữ này hiện được dạy ở cả hai hệ thống trường học thuộc tỉnh và trường học riêng của Xứ Nuxalk, Acwalsalcta ("một nơi học tập"). Lớp học tiếng Nuxalk, nếu được đưa đến ít nhất khối 11 thì nó được coi là trình độ ngôn ngữ thứ hai đầy đủ cho mục tới các viện đại học lớn nhất tại B.C.. Đài phát thanh tiếng Nuxalk CKNN-FM cũng đang làm việc để quảng bá ngôn ngữ.

## Tên gọi
Tên "Nuxalk" cho ngôn ngữ này bắt nguồn từ từ nuxalk (hoặc nuχalk), nhắc đến "Thung lũng Bella Coola". "Bella Coola" là một từ dẫn xuất của bḷ́xʷlá trong phương ngữ Heiltsuk, nghĩa là "người lạ".

## Phân bố địa lý
Ngày nay, Nuxalk chỉ được nói tại Bella Coola, British Columbia, bao quanh bởi các bộ lạc nói ngôn ngữ Wakash và ngôn ngữ Athabasca. Ban đầu nói tại hơn 100 khu định cư, với các phương ngữ khác nhau, nhưng ngày nay nhiều khu định cư này bị bỏ hoang và phần lớn sự khác biệt giữa phương ngữ đã bị biến mất.

## Phân loại
Tiếng Nuxalk hình thành nhóm con của riêng nó của ngữ hệ Salish. Từ vựng cách đều nhóm ngôn ngữ Salish bờ biển và nhóm ngôn ngữ Salish nội địa, nhưng có chung những đặc điểm âm vị và hình thái với các ngôn ngữ Salish bờ biển (ví dụ, sự vắng mặt của âm yết hầu và sự hiện diện của giới tính rõ rệt). Tiếng Nuxalk cũng mượn nhiều từ các ngôn ngữ Wakash Bắc tiếp giáp (đặc biệt là phương ngữ Heiltsuk), cũng như một số từ từ các ngôn ngữ Athabasca và Tsimshian láng giềng.